# Notre-Dame-d’Épine
Notre-Dame-d’Épine – miejscowość i gmina we Francji, w regionie Normandia, w departamencie Eure.
Według danych na rok 1990 gminę zamieszkiwały 84 osoby, a gęstość zaludnienia wynosiła 49 osób/km² (wśród 1421 gmin Górnej Normandii Notre-Dame-d’Épine plasuje się na 808 miejscu pod względem liczby ludności, natomiast pod względem powierzchni na miejscu 891).